# Ihor Zajcew
Ihor Iwanowycz Zajcew, ukr. Ігор Іванович Зайцев, ros. Игорь Иванович Зайцев, Igor Iwanowicz Zajcew (ur. 21 kwietnia 1934 w Moskwie, zm. 28 stycznia 2016 w Kijowie, Ukraina) – ukraiński piłkarz pochodzenia rosyjskiego, grający na pozycji napastnika.

## Kariera piłkarska

### Kariera klubowa
Po siedmiu latach szkoły podstawowej w podmoskiewskim mieście Stupino został przyjęty do zakładu lotniczego, gdzie uczył się zawodu ślusarza. Równocześnie grał w piłkę nożną w przyzakładowej drużynie. Następnie w ramach służby wojskowej grał w drużynie rezerwowej CSKA-d Moskwa, a potem w OBO Lwów. W 1957 po wyjściu z wojska został piłkarzem Lokomotiwu Moskwa. W 1960 przeszedł do Dynama Kijów. Sezon 1962 rozpoczął w Szachtarze Donieck, a ukończył w Awanhardzie Tarnopol. Karierę piłkarską kończył jako piłkarz Spartaka Iwano-Frankowsk.
Po zakończeniu kariery zamieszkał się w Kijowie, gdzie pracował najpierw jako fryzjer damski, a potem przy obróbce miedzi. Potem przeszedł na emeryturę.
28 stycznia 2016 zmarł w Kijowie w wieku 82 lat.

### Kariera reprezentacyjna
13 września 1959 debiutował w olimpijskiej reprezentacji Związku Radzieckiego w przegranym 0:1 meczu z Bułgarią.

## Sukcesy i odznaczenia

### Sukcesy klubowe
- mistrz ZSRR: 1961
- wicemistrz ZSRR: 1959, 1960
- zdobywca Pucharu ZSRR: 1957

### Odznaczenia
- tytuł Mistrza Sportu ZSRR: 1959